# Atraphaxis suaedifolia
Atraphaxis suaedifolia är en slideväxtart som beskrevs av Jaub. & Sp.. Atraphaxis suaedifolia ingår i släktet Atraphaxis och familjen slideväxter. Inga underarter finns listade i Catalogue of Life.